# WISE 1506+7027
WISE 1506+7027 är en ensam stjärna i den södra delen av stjärnbilden Lilla björnen. Den har en skenbar magnitud av ca 14 och kräver ett kraftfullt teleskop för att kunna observeras. Baserat på parallax enligt Gaia Data Release 2 på ca 193,5 mas, beräknas den befinna sig på ett avstånd på ca 17 ljusår (ca 5,2 parsek) från solen.

## Egenskaper
WISE 1506+7027 är en brun dvärgstjärna av spektralklass T6 med stor egenrörelse på ca 1 623 mas per år. Den upptäcktes 2011 genom data som samlats in av Wide-field Infrared Survey Explorer (WISE), vars uppdrag varade från december 2009 till februari 2011, av infraröd strålning vid en våglängd på 40 cm. Kirkpatrick et al. publicerade 2011 en artikel i The Astrophysical Journal Supplement, där de presenterade upptäckten av 98 nya, funna av WISE, bruna dvärgar med komponenter av spektraltyp M, L, T och Y, bland vilka också fanns WISE 1506+7027.